# 添田毅司
添田 毅司（そえだ たけし、1961年〈昭和36年〉9月24日 - ）は、日本の実業家。ジブラルタ生命保険株式会社代表取締役社長。
長男は元サッカー選手の添田隆司。

## 経歴
埼玉県さいたま市出身。1985年（昭和60年）横浜国立大学経済学部卒業後、日本酸素入社。1986年（昭和61年）日本情報開発入社。1988年（昭和63年）プルデンシャル生命保険入社。2016年（平成28年）プルデンシャル ジブラルタ ファイナンシャル生命保険取締役。2019年（令和元年）6月ジブラルタ生命保険株式会社代表取締役社長。

## 人物
- 座右の銘は「一所懸命」[4]。
- 愛読書は推理小説 （動物行動学や脳科学の本等）[4]。
- 子どもの頃の夢はサッカー選手 （ペレを見て憧れるも、学校にサッカー部がなかったので中高は軟式テニス部）であり、長男は東京大学卒業後、藤枝MYFCに加入し、現在は「おこしやす京都AC株式会社」の代表取締役社長を務めている[4]。